# Ала-Тсумба
Ала-Тсумба (ест. Ala-Tsumba) — село в Естонії, входить до складу волості Меремяе, повіту Вирумаа.